# Under the Bridge (série télévisée)
Pour les articles homonymes, voir Under the Bridge.
Under the Bridge est une mini-série américaine en huit épisodes, diffusée entre le 17 avril et le 29 mai 2024 sur le service Hulu. Il s'agit de l'adaptation du roman éponyme de l'autrice canadienne Rebecca Godfrey (en), publié en 2005.
En France, la série est disponible depuis le 10 juillet 2024 sur Disney+.

## Synopsis
Under the Bridge est une série dramatique poignante inspirée de l'histoire vraie de Reena Virk, une adolescente canadienne dont le meurtre en 1997 choque la nation. La série se concentre sur les événements entourant la disparition et la mort tragique de Reena, explorant les thèmes de l'intimidation, de la violence, du racisme et des dysfonctionnements sociaux. Reena, une adolescente issue d'une famille indo-canadienne, lutte pour trouver sa place dans son école où elle fait face à des brimades constantes. Un soir, après avoir été invitée à rejoindre un groupe d'adolescents sous un pont pour une fête, les événements prennent une tournure violente. La série dévoile les détails de cette nuit fatidique et les actes de brutalité qui conduisent à sa disparition,.

## Distribution

### Acteurs principaux
- Lily Gladstone (VF : Vanessa Van-Geneugden) : Cam Bentland
- Riley Keough (VF : Marie Tirmont) : Rebecca Godfrey (en)
- Vritika Gupta (VF : Camille Timmerman) : Reena Virk (en)
- Izzy G. (en) (VF : Estelle Darazi) : Kelly Ellard
- Chloe Guidry (VF : Lila Lacombe) : Josephine Bell
- Javon « Wanna » Walton (VF : Jessy Dubuis) : Warren Glowatski
- Aiyana Goodfellow (VF : Emma Santini) : Dusty Pace
- Ezra Faroque Khan (VF : Omar Yami) : Manjit Virk
- Archie Panjabi (VF : Karine Texier) : Suman Virk

### Acteurs secondaires
- Anoop Desai (en) (VF : Taric Mehani) : Raj Masihajjar
- Matt Craven (VF : Charles Borg) : Roy Bentland
- Jared Ager-Foster (VF : Luca Garzo) : Connor Fields
- Maya Da Costa : Maya Longette
- Arta Negahban (VF : Sarah Barzyk) : Laila Zahrani
- Isabella Leon (VF : Lévanah Solomon) : Samara Bailey
- Michael Buie (en) : George Spiros

 Source et légende : version française (VF) sur RS Doublage et cartons du doublage français.

## Production

### Tournage
Le tournage commence en décembre 2022,.

## Épisodes
1. Le Reflet dans le miroir (Looking Glass)
2. Le John Gotti de Seven Oaks (The John Gotti of Seven Oaks)
3. Le Pacte de sang (Blood Oath)
4. La Belle Colombie-Britannique (Beautiful British Colombia)
5. Sous pression (When the Heat Comes Down)
6. Dans l'eau, rocher et grain de sable coulent pareillement (In the Water They Sink as the Same)
7. Trois et Sept (Three and Seven)
8. Miséricorde et Pardon (Mercy Alone)

## Réception

### Audience
Selon TV Time de Whip Media, Under the Bridge est la neuvième série télévisée originale la plus regardée sur toutes les plateformes aux États-Unis au cours de la semaine du 21 avril et la septième au cours de la semaine du 28 avril 2024,. JustWatch rapporte que l'émission est la quatrième série télévisée la plus diffusée sur toutes les plateformes aux États-Unis entre le 22 et le 28 avril 2024.

### Réponse critique
Le site Web agrégateur d'avis Rotten Tomatoes rapporte un taux d'approbation de 84 % avec une note moyenne de 7,4/10, sur la base de 49 avis critiques. Le consensus des critiques du site Web se lit comme suit : « Dévoilant un mystère brutal avec une touche sensible, Under the Bridge passe parfois sous silence ses éléments les plus intéressants, mais excelle dans l'exploration de la cruauté ». Metacritic, qui utilise une moyenne pondérée, attribue une note de 70 sur 100 sur la base de 27 critiques, indiquant des « critiques généralement favorables ».